# Montrelais
Montrelais – miejscowość i gmina we Francji, w regionie Kraj Loary, w departamencie Loara Atlantycka.
Według danych na rok 2010 gminę zamieszkiwały 822 osoby, a gęstość zaludnienia wynosiła 60 osób/km².